# Humicolopsis
Humicolopsis is een monotypisch geslacht van schimmels uit de orde Helotiales. Het bevat alleen Humicolopsis cephalosporioides.